# 한궈런
한궈런(중국어 정체자: 寒國人, 한자음: 한국인, 1990년 9월 15일~)은 중화민국의 남성 유튜버이다.